# 切萨罗
切萨罗（義大利語：Cesarò），是意大利西西里大区墨西拿廣域市的一个市镇。总面积214平方公里，人口2589人，人口密度12.1人/平方公里（2009年）。ISTAT代码为083017。